# Lesperon
Lesperon település Franciaországban, Landes megyében. Lakosainak száma 1030 fő (2022. január 1.). Lesperon Castets, Lévignacq, Linxe, Mézos, Onesse-Laharie, Rion-des-Landes, Taller és Morcenx-la-Nouvelle községekkel határos.

## Népesség
A település népességének változása:
| Lakosok száma | 1018 | 1016 | 996  | 939  | 1032 | 1030 | 1043 | 1033 | 1026 | 1030 |
|               | 1968 | 1982 | 1990 | 2006 | 2013 | 2015 | 2017 | 2019 | 2020 | 2022 |